# Дон Маклейн (баскетболіст)
Дональд Джеймс Маклейн (англ. Donald James MacLean, нар. 16 січня 1970, Пало-Альто, Каліфорнія, США) — американський професіональний баскетболіст, що грав на позиції важкого форварда за низку команд НБА. 1994 року виграв нагороду Найбільш прогресуючого гравця НБА. По завершенні спортивної кар'єри — баскетбольний експерт та аналітик, який проводить включення безпосередньо з майданчика.

## Ігрова кар'єра
Починав грати в баскетбол у команді Сімі-Валлійської старшої школи (Сімі-Валлі, Каліфорнія), де у випускному класі отримав звання Всеамериканського спортсмена. На університетському рівні грав за команду УКЛА (1988–1992). До сих пір залишається лідером університету за кількістю набраних очок (2,608). 1992 року допоміг команді дійти до чвертьфіналу турніру NCAA. 2002 року його було включено до Зали слави Каліфорнійського університету у Лос-Анджелесі.
1992 року був обраний у першому раунді драфту НБА під загальним 19-м номером командою «Детройт Пістонс». Проте професіональну кар'єру розпочав 1992 року виступами за «Вашингтон Буллетс», кольори яких захищав протягом наступних 3 сезонів. 1994 року виграв нагороду Найбільш прогресуючого гравця НБА. Потім грав у таких командах як «Денвер Наггетс», «Філадельфія Севенті-Сіксерс», «Нью-Джерсі Нетс», «Фінікс Санз» та «Маямі Гіт». 
У листопаді 2000 року НБА відсторонила Майклейна на п'ять матчів через позитивну допінг-пробу на стероїди. Він став першим гравцем у лізі, який був відсторонений через вживання цих заборонених препаратів. Чарльз Барклі пізніше заявив: «Я бачив Дона Майклейна у роздягальні і можу стверджувати, що він не вживає стероїдів».

## Коментаторська кар'єра
Маклейн працює коментатором та експертом для кількох медіа. Для Каліфорнійського університету у Лос-Анджелесі працює коментатором біля баскетбольного майданчика, який включається в ефір на паузах у грі, а для телеканалу Fox Sports — експертом з матчів «Лос-Анджелес Кліпперс». Для радіо-станції Fox Sports Radio він щотижня бере участь у передачі Petros and Money Show. Майклейн також є коментатором з місця подій для матчів студентської конференції Pac-12.

## Особисте життя
Одружений, виховує трьох синів — Кайла, Блейка та Трента.